# Репинская волость
Ре́пинская волость — небольшая историческая волость Малоярославецкого уезда. Выделялась вплоть до середины XVII века. Названа по имени реки Репинки. Располагалась на месте нынешнего города Обнинска и части его современной агломерации.
Центр волости — село Гриднево (Репинский или Никольский погост), где заложен был Храм в честь святителя Николая, архиепископа Мир Ликийских, чудотворца на Репинке. Сейчас тут городской парк Обнинска.

## История
Издревле по берегам Протвы селились балтские племена голяди. В XII веке русичи отвоевали эти земли и они отошли Рязанскому княжеству. В XIV—XV веках территории, известные позднее как Репинская волость, по различным договорам были переданы во владение Москве и эти места стали активно заселяться «московскими людьми». В XV веке Репинская и Уготская волости принадлежали верейскому князю Михаилу Андреевичу.
В 1526 году Иван Степанович Раевский — выходец из Литвы, получил во владение поместье в Репинской волости, в его состав входило около 10 деревень, в том числе деревни Пяткино и Самсоново.
Центром поместья стала деревня Гриднево, располагавшаяся по берегам Репинки и возникшая около 1450 года. Здесь был поставлен барский дом и деревянный храм в честь святителя Николая Чудотворца. Так Гриднево (Раевское) превратилось в село. В 1580-х годах оно перешло во владение Бориса Годунова. В писцовой книге Репинской волости за 1628 год имеется запись, которая указывает на полное запустение этих мест после смутного времени:

Пашни паханые худые земли двадцать чет, да лесом поросло двадцать чет, в поле а в дву потому—ж. Сена пятнадцать копен, что было село Гриднево Раевское тож на речке на Репинке…— Писцовые книги Репинской волости (№ 156-1628).
В атласе Калужского наместничества, изданного в 1782 году, на месте бывшего села Гриднево обозначен на карте (надел 94) и упоминается Погост Николаепской Малоярославецкого уезда с православным храмом.

ПогостЪ Рѣпинской и писцовая церьковная земля церькви Николая Чудотворца священно и церьковнослужителей. На берегу рѣчки Рѣпинки, на лѣвой сторонѣ: церьковь деревянная во имя Николая Чудотворца, земля иловатая сЪ пескомЪ, хлѣб[ом] родится [по]средственно.— Описания и алфавиты к Калужскому атласу Ч.1.

## Населённые пункты
| №  | Населённый пункт     | Тип населённого пункта         | Население |
| -- | -------------------- | ------------------------------ | --------- |
| 1  | Гавшино              | деревня                        |           |
| 2  | Гриднево (Раевское)1 | село, волостной центр, усадьба |           |
| 3  | Зайцево              | деревня                        |           |
| 4  | Нефедовское          | деревня                        |           |
| 5  | Пяткино              | деревня                        |           |
| 6  | Слободка (Янино)     | деревня                        |           |
| 7  | Самсоново            | деревня                        |           |
| 8  | Ступинка             | деревня                        |           |
| 9  | Трясь                | деревня                        |           |
| 10 | ...                  |                                |           |

1 — после пожара во времена междоусобиц смутного времени это место известно как Репинский (Никольский) погост.

## Комментарии
1. ↑  В изначальном смысле волость — всё, что принадлежит кому-либо — князю, властителю, от «володеть»; аналогично термину римского права «potestatеs» — «власть»[1].

### Публицистика
- Собачкин А. И. Давным-давно // НГ-Регион : газета. — 2016. — 1 июня.
- В память о наших предках // Новая среда : информационный портал. — 2013. — 29 мая.